# Presidente de la República de Polonia
El cargo político de Presidente de la República de Polonia (en polaco: Prezydent Rzeczypospolitej Polskiej, abreviado Prezydent RP) es el jefe de Estado polaco. Sus derechos y obligaciones vienen determinados por la Constitución de Polonia de 1997. Representa a Polonia a nivel internacional y cuenta con el poder ejecutivo. En ciertos casos cuenta con potestad para disolver el Parlamento.
Su elección se realiza mediante sufragio directo y su cargo tiene una duración de cinco años, pudiendo ser reelegido tan solo una vez. De acuerdo a la Constitución, debe ser elegido mediante una mayoría absoluta de votantes. Si en una primera ronda esto no sucede, se procede a una segunda con los dos candidatos más votados. Para postularse al cargo deben cumplirse los requisitos de tener nacionalidad polaca, ser mayor de treinta y cinco años el día de la primera ronda, y reunir al menos 100 000 firmas a favor de su candidatura.

## Historia
El primer presidente de Polonia, Gabriel Narutowicz, prestó juramento como presidente de la Segunda República de Polonia el 11 de diciembre de 1922. Fue elegido por la Asamblea Nacional (el Sejm y el Senado) según los términos de la Constitución de marzo de 1921 . Narutowicz fue asesinado el 16 de diciembre de 1922. Anteriormente, Józef Piłsudski había sido "Jefe de Estado" (Naczelnik Państwa) en virtud de la Pequeña Constitución provisional de 1919 . En 1926 Piłsudski organizó el "Golpe de Mayo", derrocó al presidente Stanisław Wojciechowskiy la Asamblea Nacional eligió a uno nuevo, Ignacy Mościcki , estableciendo así el "régimen de Sanation". Antes de la muerte de Piłsudski, el parlamento aprobó una Constitución de Polonia de abril de 1935 más autoritaria (no de acuerdo con los procedimientos de enmienda de la Constitución de marzo de 1921). Mościcki continuó como presidente hasta que renunció en 1939 a raíz de la invasión alemana de Polonia . Mościcki y su gobierno se exiliaron en Rumanía, donde estuvo internado. En Angers , Francia Władysław Raczkiewicz , en ese momento el presidente del Senado, asumió la presidencia después de la renuncia de Mościcki el 29 de septiembre de 1939. Tras la caída de Francia , el presidente y el gobierno polaco en el exilio fueron evacuados a Londres, Reino Unido. El traslado de Mościcki a Raczkiewicz se realizó de acuerdo con el artículo 24 de la Constitución de abril de 1935. A Raczkiewicz le siguió una sucesión de presidentes en el exilio, de los cuales el último fue Ryszard Kaczorowski .
En 1945-1954 Polonia pasó a formar parte de la Europa central y oriental controlada por los soviéticos . Bolesław Bierut asumió las riendas del gobierno y en julio de 1945 fue reconocido internacionalmente como jefe de Estado. El Senado fue abolido en 1946 por el referéndum del pueblo polaco . Cuando el Sejm aprobó la Pequeña Constitución de 1947 , basada en parte en la Constitución de marzo de 1921, Bierut fue elegido presidente por ese organismo. Sirvió hasta que la Constitución de la República Popular Polaca de 1952 eliminó el cargo de presidente.
Tras las enmiendas de 1989 a la constitución que restauraron la presidencia, Wojciech Jaruzelski, el actual jefe de Estado, asumió el cargo. En las primeras elecciones presidenciales directas de Polonia , Lech Wałęsa ganó y prestó juramento el 22 de diciembre de 1990. El cargo de presidente se conservó en la Constitución de Polonia aprobada en 1997; la constitución ahora establece los requisitos, los deberes y la autoridad.

## Residencias y propiedades presidenciales
Varias propiedades son propiedad del Presidente y son utilizadas por el jefe de Estado como su residencia oficial, residencia privada, residencia para funcionarios extranjeros visitantes, etc.
El Palacio Presidencial de Varsovia es el palacio más grande de Varsovia y la sede oficial del Presidente de la República de Polonia desde 1993. El primer inquilino presidencial fue Lech Wałęsa cuando se mudó al Palacio desde Belweder en 1994.
Belweder, en Varsovia, fue la sede oficial del Presidente hasta 1993, y actualmente es propiedad de la Oficina del Presidente como residencia oficial del Presidente y es utilizada por el presidente y el Gobierno con fines ceremoniales. El palacio también sirve como residencia oficial para los jefes de Estado en visitas oficiales a Polonia y otros invitados importantes.

## Potestades
El presidente puede nombrar directamente al primer ministro. No obstante, suele elegir en la práctica a un miembro del partido mayoritario en el Sejm para que forme el nuevo gobierno. El presidente tiene poder para iniciar procesos legislativos, en los que tiene poder de veto. Así mismo, puede apelar al Tribunal Constitucional para asegurarse de que un proyecto de ley cumple la Constitución. También tiene poder para cerrar y ratificar acuerdos internacionales, nombrar y rendir cuentas a embajadores, aceptar las credenciales de representantes extranjeros, tomar decisiones respecto a distinciones y órdenes estatales, ejercer derecho de clemencia, despachar de veredictos finales en las Cortes -hecho que en la práctica consulta al ministerio de justicia, y, además, es el comandante en jefe de las Fuerzas Armadas.

## Presidente interino

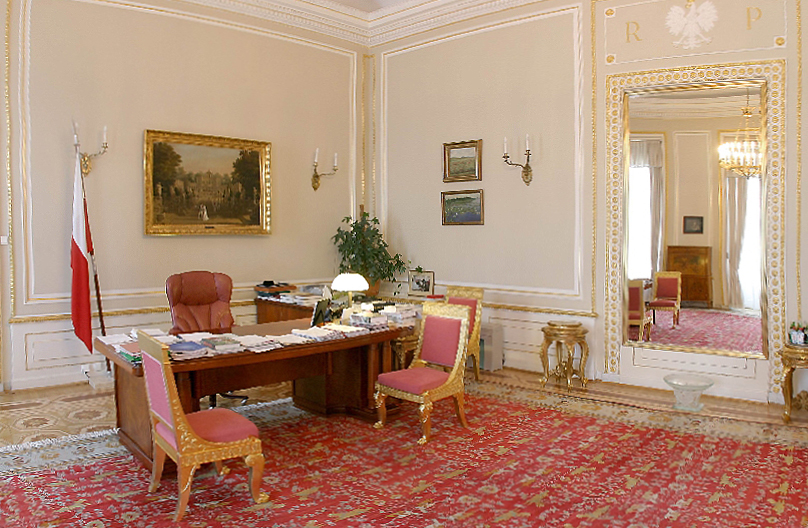
La oficina del presidente en el Palacio Presidencial de Varsovia.

La constitución establece que el presidente es un cargo electo, no hay una línea de sucesión presidencial elegida directamente. Si el presidente no puede ejecutar sus poderes y deberes, el mariscal del Sejm tendrá los poderes de presidente por un máximo de 60 días hasta que se convoquen elecciones.
El 10 de abril de 2010, el avión que transportaba al presidente polaco Lech Kaczyński, su esposa y otras 94 personas, incluidos altos funcionarios polacos, se estrelló cerca del aeropuerto de Smolensk-North en Rusia. No hubo supervivientes. Bronisław Komorowski asumió los poderes presidenciales interinos tras el accidente. 
El 8 de julio, Bronislaw Komorowski dimitió del cargo de mariscal del Sejm tras ganar las elecciones presidenciales. Según la constitución, el presidente en funciones se convirtió en el mariscal del Senado, Bogdan Borusewicz. Por la tarde Grzegorz Schetynafue elegido como nuevo mariscal del Sejm y fue designado presidente interino. Schetyna se desempeñó como jefe de Estado interino hasta el juramento de Komorowski el 6 de agosto.
Expresidentes interinos de Polonia:
- Bronisław Komorowski (2010)
- Bogdan Borusewicz (2010)
- Grzegorz Schetyna (2010)

## Elección
El presidente de Polonia es elegido directamente por el pueblo para servir durante cinco años y solo puede ser reelegido una vez. De acuerdo con las disposiciones de la Constitución, el presidente es elegido por mayoría absoluta. Si ningún candidato logra superar este umbral, se lleva a cabo una segunda ronda de votaciones con la participación de los dos candidatos con mayor y segundo mayor número de votos respectivamente.
Para ser candidato en las elecciones presidenciales, se debe ser ciudadano polaco, tener al menos 35 años el día de la primera vuelta de las elecciones y recoger al menos 100.000 firmas de votantes registrados.

### Edad mínima para ser presidente
Muchos países, entre ellos Polonia, imponen un criterio de edad mínima para el cargo de presidente. El límite de edad es ligeramente más alto que en el caso de los derechos electorales activos o el desempeño de otras funciones estatales, por ejemplo, diputado o senador. En Polonia, una persona que opte al cargo de presidente debe tener al menos 35 años (cumplidos como muy tarde el día de las elecciones). 

## Ataque o insulto al presidente
La legislación polaca prevé una pena de prisión por un ataque contra el Presidente de la República de Polonia (de 3 meses a 5 años) y por insultarlo públicamente (hasta 3 años)

## Expresidentes
Dentro de Polonia, los expresidentes tienen derecho a la protección de seguridad personal de por vida por parte de los oficiales de Biuro Ochrony Rządu, además de recibir una pensión sustancial y una oficina privada. El 10 de abril de 2010, Lech Kaczyński, presidente en ese momento, y Ryszard Kaczorowski, el último presidente en el exilio, aunque no reconocido internacionalmente, murieron en el Accidente del Tu-154 de la Fuerza Aérea de Polonia en ruta a Rusia.
Expresidentes de Polonia:
- Lech Wałęsa (1990-1995)
- Aleksander Kwaśniewski (1995-2005)
- Lech Kaczyński (2005-2010)
- Bronisław Komorowski (2010-2015)

## Expresidentes vivos
Hay tres expresidentes vivos:

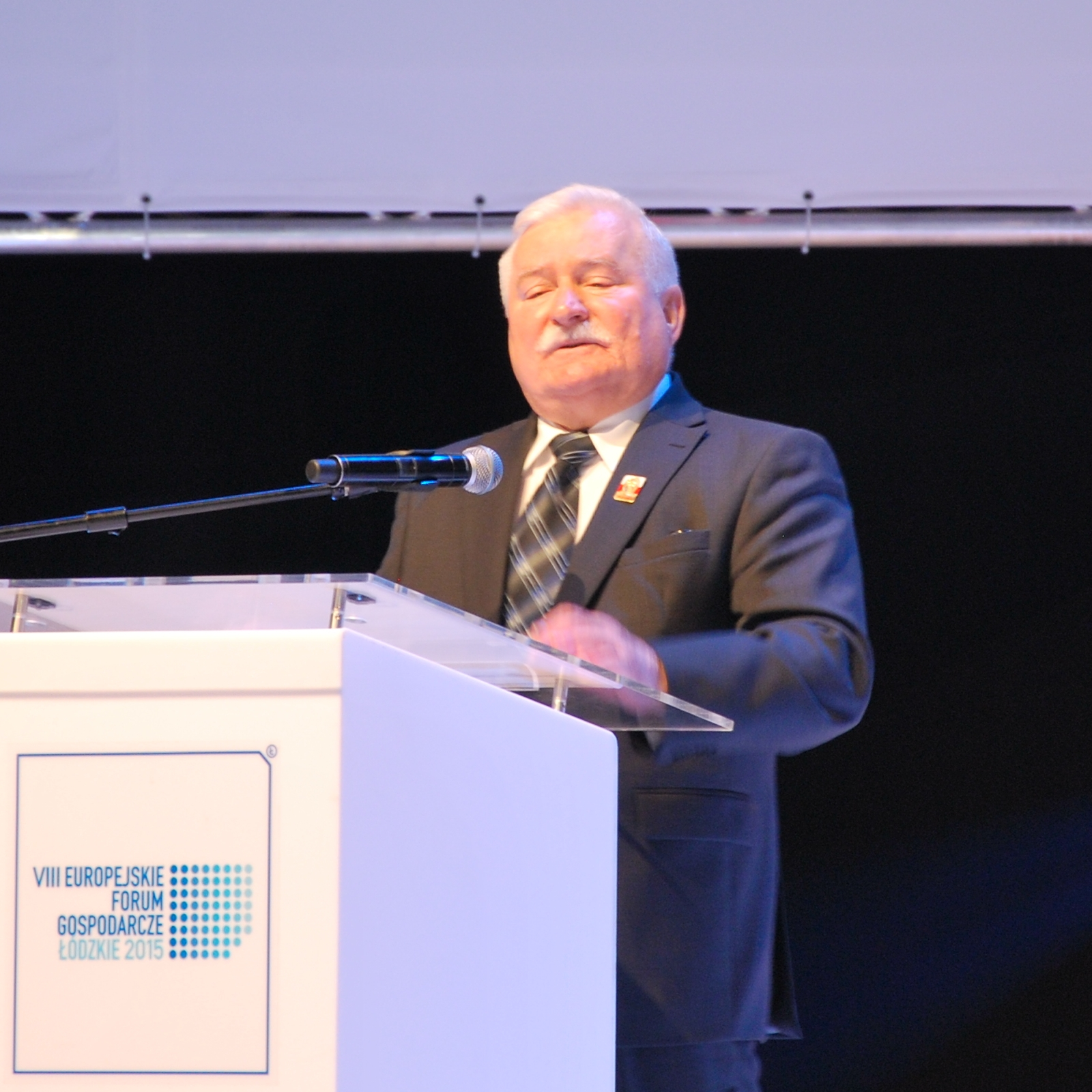
Lech Wałęsa Periodo (1990–1995)
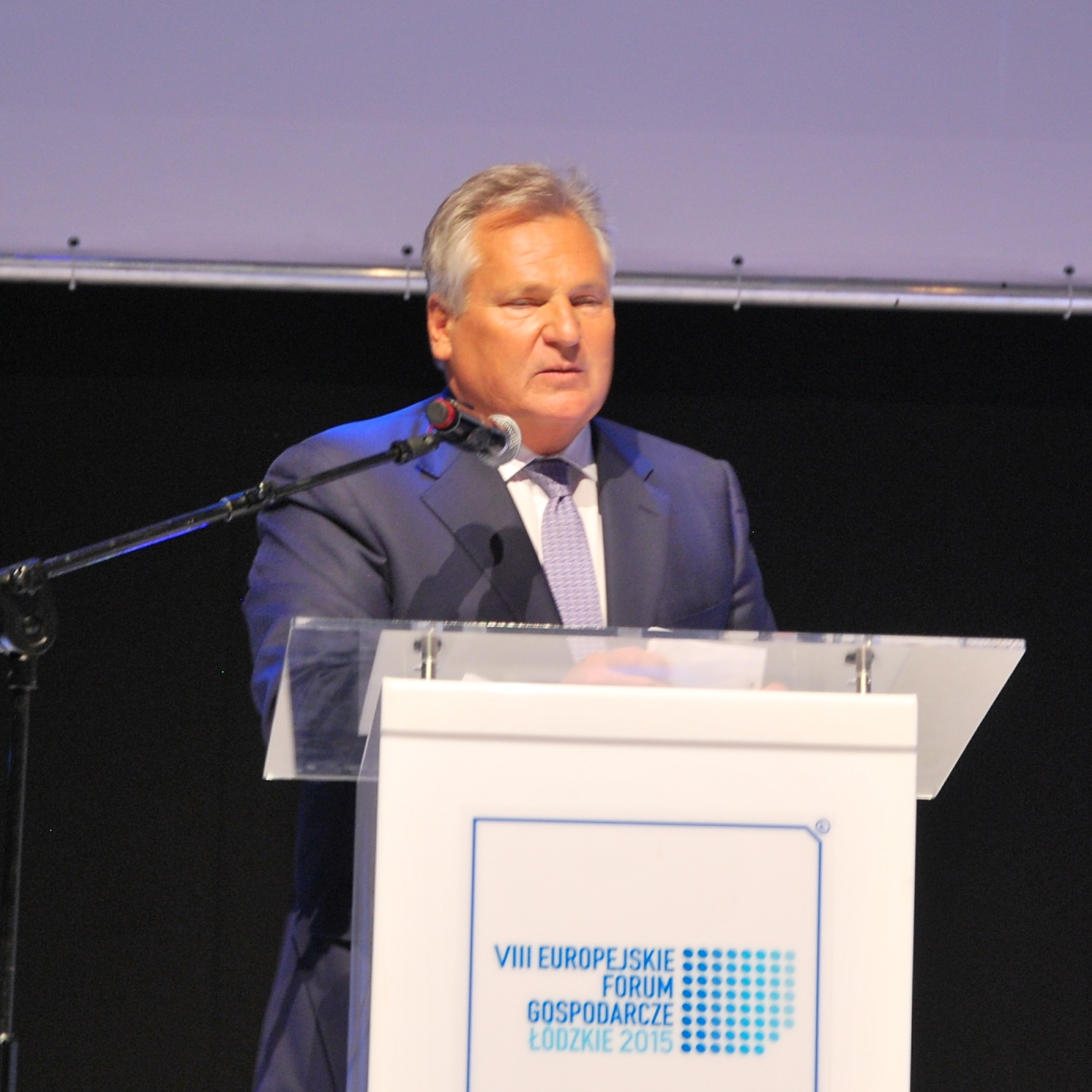
Aleksander Kwaśniewski Periodo (1995–2005)
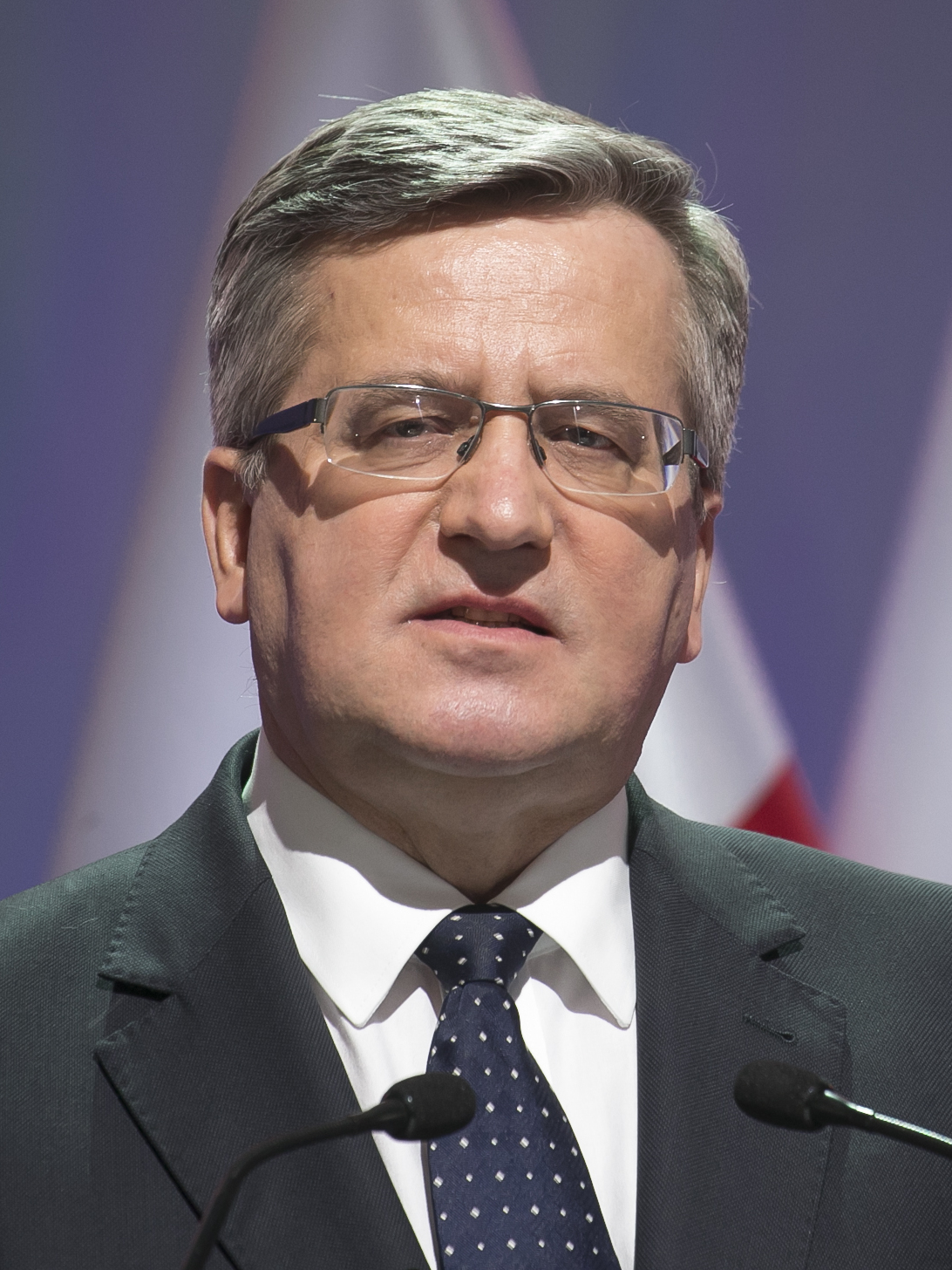
Bronisław Komorowski Periodo (2010–2015)